# خازن پلیمری

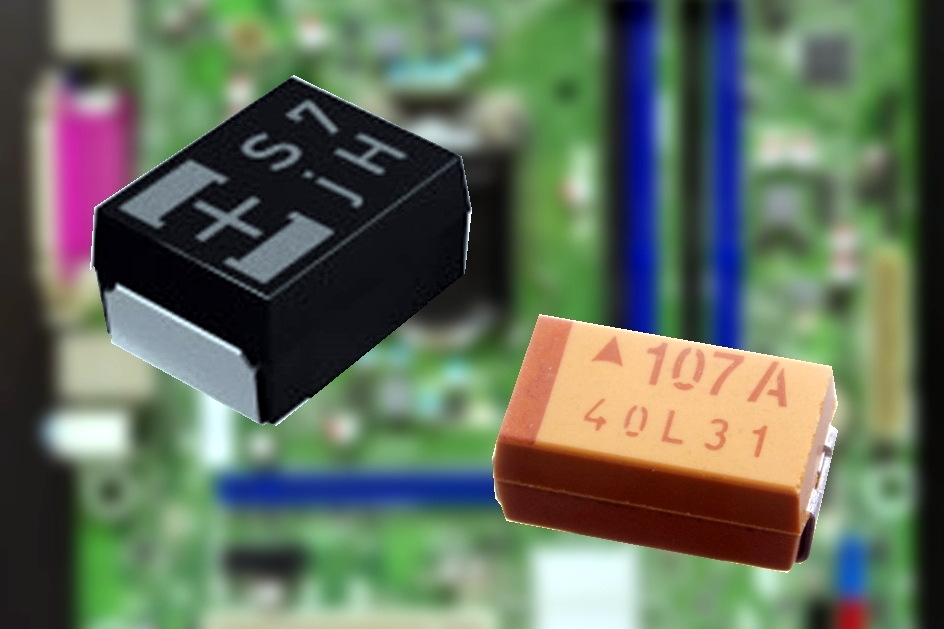
خازن‌های تراشه الکترولیتی به شکل مستطیل آلومینیومی (سیاه) و تانتالوم (قهوه ای)

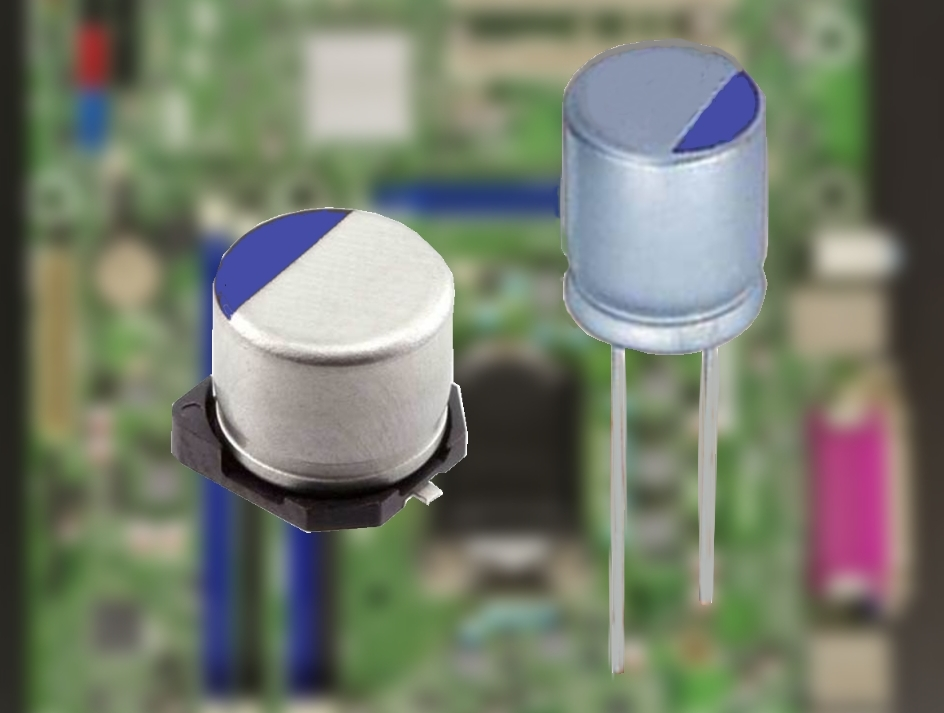
خازن‌های الکترولیتی آلومینیومی پلیمری استوانه‌ای (پیچیده‌شده)

خازن پلیمری یا دقیق‌تر خازن الکترولیتی پلیمری، یک خازن الکترولیتی (e-cap) با یک الکترولیت جامد از یک پلیمر رسانا است. چهار نوع مختلف وجود دارد:
- خازن الکترولیتی تانتالیوم پلیمر (پلیمر تی‌ای-ایی- خازن)
- خازن الکترولیتی آلومینیوم پلیمری (پلیمر آال-ایی-خازن)
- خازن پلیمر ترکیبی (پلیمر ترکیبی آال-ایی-خازن)
- خازن‌های الکترولیتی نیوبیوم پلیمری

خازن‌های الکترولیتی پلیمر نیز در ساختاری ترکیبی موجود هستند. خازن‌های الکترولیتی پلیمری ترکیبی یک الکترولیت جامد پلیمر با یک الکترولیت مایع. این نوع با مقدار ESR کم مشخص می‌شود، اما دارای جریان نشتی کم و غیرحساس به گذار هستند، با این حال آن‌ها طول عمر وابسته به دما مشابه خازن غیر جامد الکترونیکی دارند.

## تاریخچه
خازن‌های الکترولیتی آلومینیومی (Al-e-cap) با الکترولیت مایع در سال ۱۸۹۶ توسط چارلز پولاک اختراع شد.
خازن‌های الکترولیتی تانتالیومی با جامد دی‌اکسید منگنز (MnO2) الکترولیت‌های آزمایشگاه بل در اوایل 1950s اختراع شده بود، به عنوان یک خازن کم ولتاژ کوچک‌شده و قابل اطمینان‌تر برای تکمیل ترانزیستور به تازگی اختراع شده، ببینید خازن تانتالیوم را.
به خازن‌هایی با ESR کم و اندوکتانس سری معادل کم (ESL) برای خازن‌های بای‌پس و دی‌کوپلینگ مورد استفاده در خطوط منبع تغذیه مورد نیاز بود.
این موفقیت در سال ۱۹۷۳ رخ داد و با کشف ای هیگر و اف ودل
یک پلیمر رسانای جدید برای خازن‌های پلیمر تانتالومی توسط کمت در کنفرانس "1999 Carts" ارائه شد. این خازن از پلیمر رسانای آلی به تازگی توسعه یافته PEDT (پالی (۳،4- etylenedioxythiophene))، که همچنین به عنوان پی‌ایی‌دی‌اوتی (نام تجاری Baytron®) نیز شناخته می‌شود، استفاده کرد.

### مزایا و معایب
مزایای استفاده از خازن الکترونیکی پلیمری در برابر خازن تر آلومینیومی:
- مقادیر ESR پایین‌تر.
- قابلیت جریان تموج بالاتر
- دمای پایین‌تر بسته به خصوصیات
- بدون تبخیر الکترولیت، عمر طولانی‌تر
- در صورت شلیک و منفجر نشود

مضرات خازن‌های الکترونیکی پلیمری در برابر خازن تر آلومینیومی:
- گرانتر
- جریان نشتی بالاتر
- توسط پالس‌کوتاه گذرا و ولتاژهای بالاتر آسیب‌پذیر است

مزایای استفاده از خازن آلومینیومی پلیمر ترکیبی:
- از خازن‌های الکترونیکی پلیمری آلومینیومی ارزان‌تراند
- جریان نشت پایین‌تر
- غیرقابل تحمل در برابر گذرا

معایب خازن‌های الکترونیکی پلیمری آلومینیومی:
- عمر محدود به دلیل تبخیر

مزایای استفاده از پلیمر تانتالیومی و خازن‌های الکترونیکی آلومینیومی در برابر MLCCs (سرامیکی):
- خازن وابسته به ولتاژ نیستند (به جز سرامیک نوع ۱)
- بدون میکروفونیک (به جز سرامیک نوع ۱)
- مقادیر خازنی بالاتر امکان‌پذیر است